# Мейер, Ив (математик)
Ив Мейе́р (фр. Yves Meyer, род. 19 июля 1939, Тунис) — французский математик, один из создателей теории вейвлетов. Член Парижской академии наук (1993), иностранный член Национальной академии наук США (2014).
Профессор Высшей нормальной школы Парижа — Сакле; в 2000-е годы работал также в Университете Париж-Дофин, в период 1980—1986 годов преподавал в Политехнической школе. 
Действительный член Американского математического общества.
Ключевые результаты в теории вейвлетов опубликовал в книге, вышедшей в 1992 году в издательстве Кембриджского университета.
Лауреат Премии Абеля (2017), премии Гаусса (2010), премии Салема (1970), медали Онсагера (2017). 
В 2000 году выступил с пленарным докладом на Европейском математическом конгрессе.